# San Patricio (Buenos Aires)
San Patricio es un balneario ubicado en las playas situadas al sur del Faro Punta Mogotes, Partido de General Pueyrredón, Provincia de Buenos Aires, República Argentina.

Forma parte del cordón de playas al sur de Mar del Plata, que se caracterizan por sus grandes acantilados y playas agrestes.